# Christ Church (Oxford)

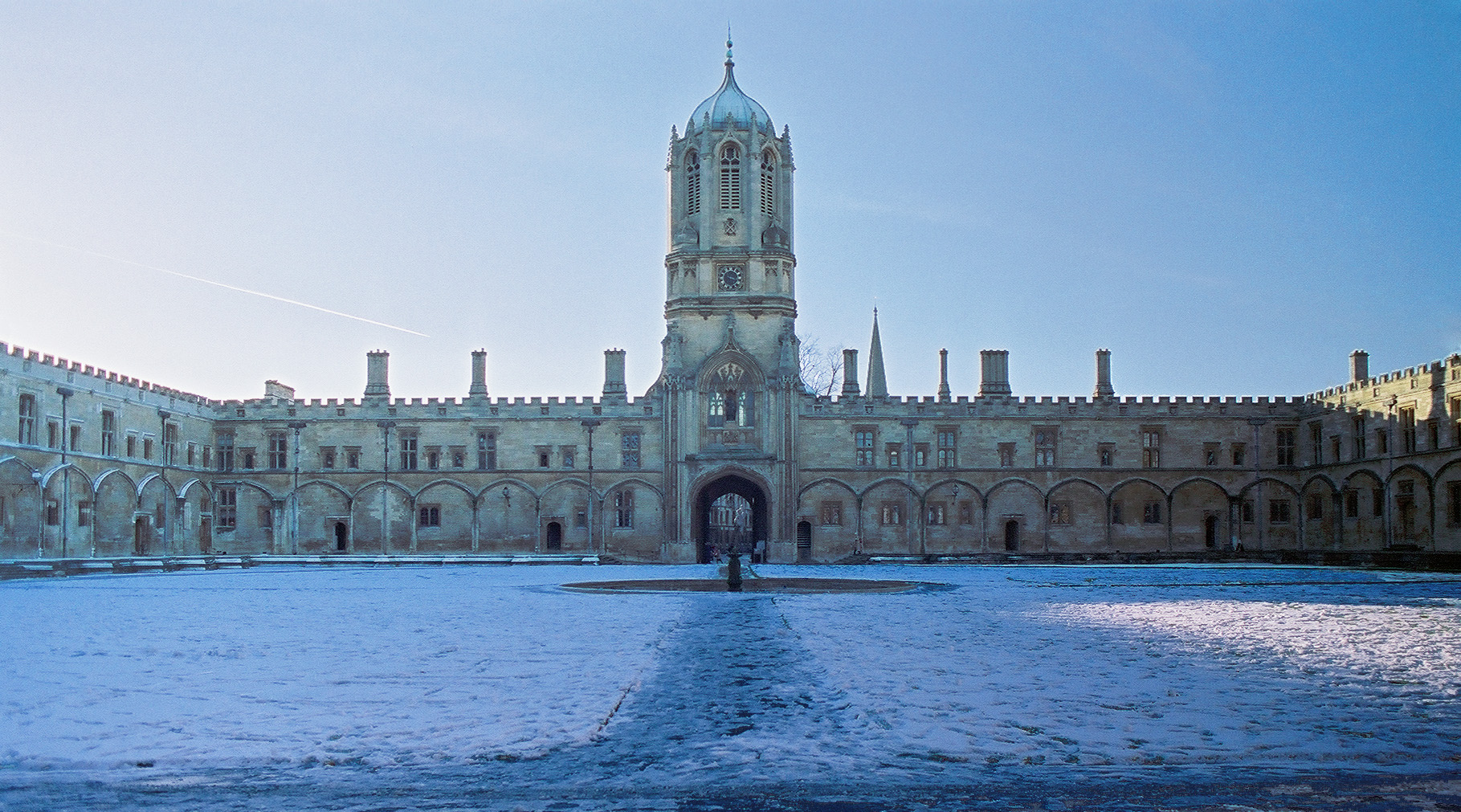
Christ Church

Christ Church is een college van de Universiteit van Oxford. Behalve naar een universiteitscollege verwijst de naam ook naar de kathedraal van het bisdom Oxford: Christ Church Cathedral. 
De kathedraal werd gesticht als de priorij van Sint-Frideswide, een huis van de augustijnerorde. Bij de opheffing van de kloosters onder Hendrik VIII stopte zijn functie als monastieke kerk. Er is nu een beroemd mannen- en jongenskoor verbonden aan de kathedraal.
Er hebben dertien Britse premiers gestudeerd, wat even veel is als alle andere colleges van Oxford samengevoegd en meer dan enig college van de Universiteit van Cambridge. De laatste twee premiers waren Anthony Eden, van 1955 tot 1957, en Sir Alec Douglas-Home, van 1963 tot 1964. Het college laat vrouwelijke studenten toe sinds 1978.
Het college is het filmdecor voor delen van Evelyn Waughs Brideshead Revisited, evenals Lewis Carrolls Alice's Adventures in Wonderland. Meer recentelijk is het gebruikt bij het filmen van J.K. Rowlings Harry Potter-reeks en ook bij de verfilming van The Golden Compass, de bewerking van Philip Pullmans roman Northern Lights.
De gebrandschilderde ramen in de kathedraal en andere gebouwen zijn ontworpen door Edward Burne-Jones, een aanhanger van de Arts-and-craftsbeweging.
De Nieuw-Zeelandse stad Christchurch is (door een alumnus) naar het college vernoemd.

## Galerij

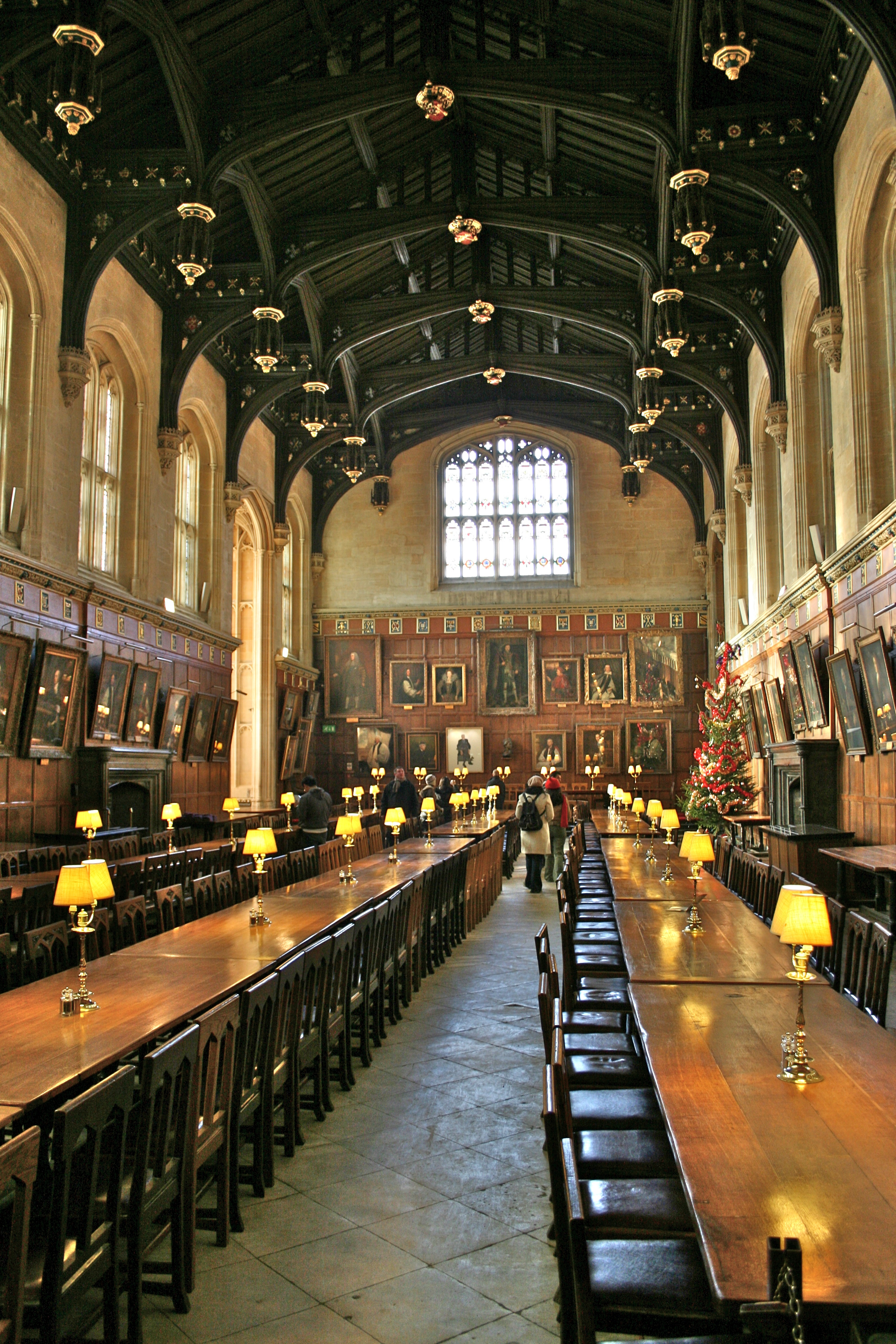
De grote zaal “Christ Church Hall” (16e eeuw, Harry Potter eetzaal)
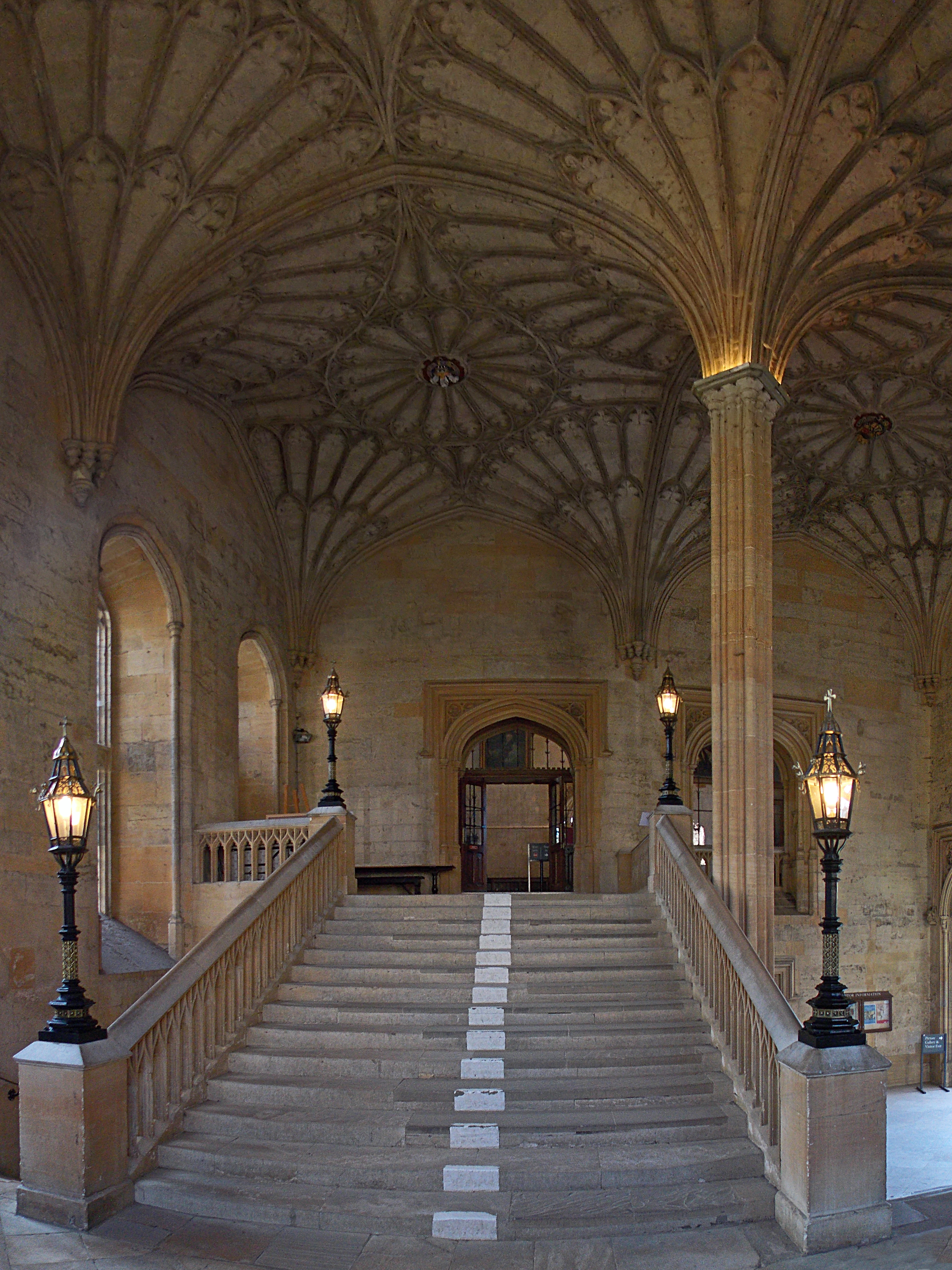
Trappenhuis naar de grote zaal (Harry Potter trappen)
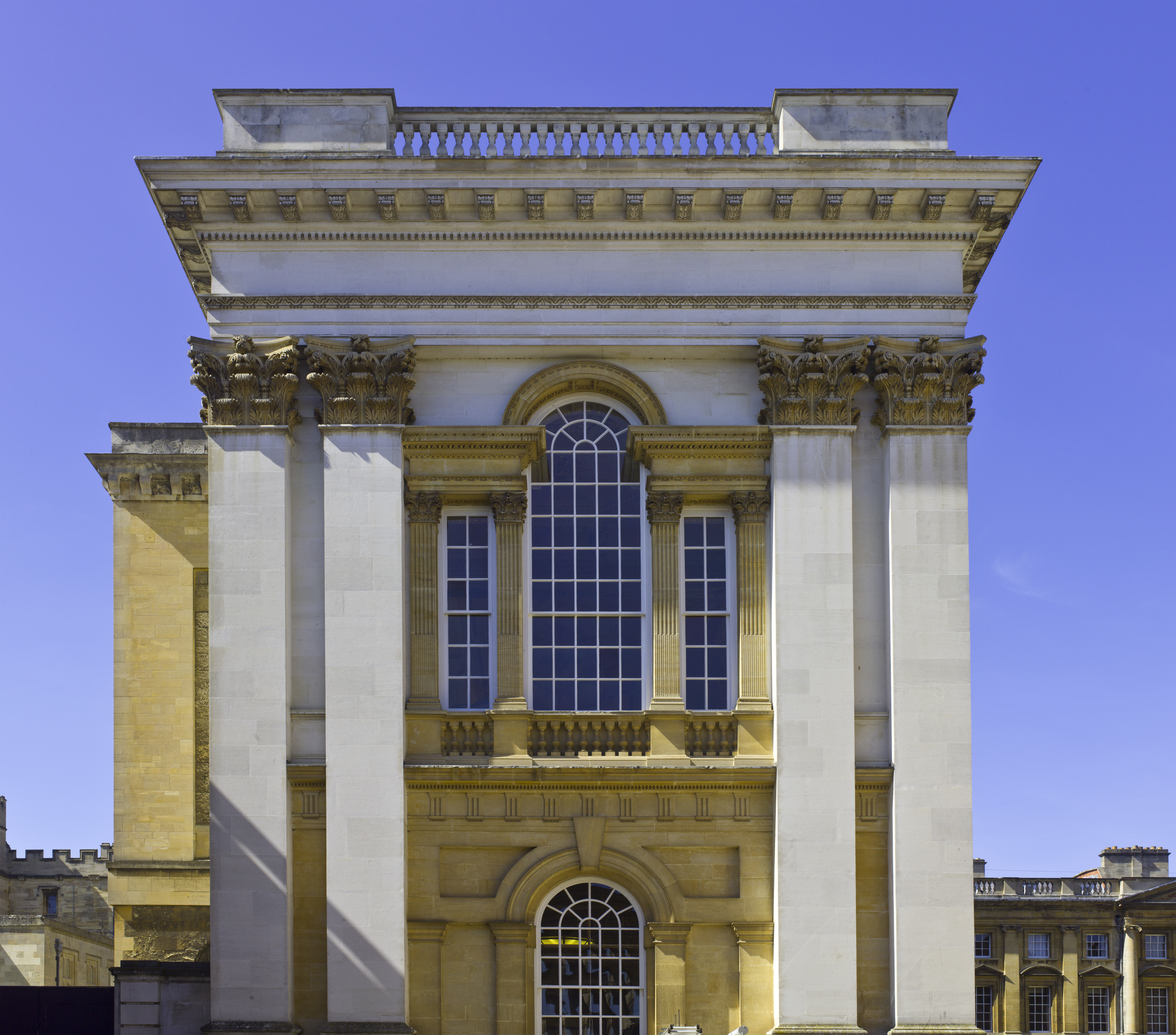
Zijkant van de bibliotheek van Christ Church (18e eeuw)
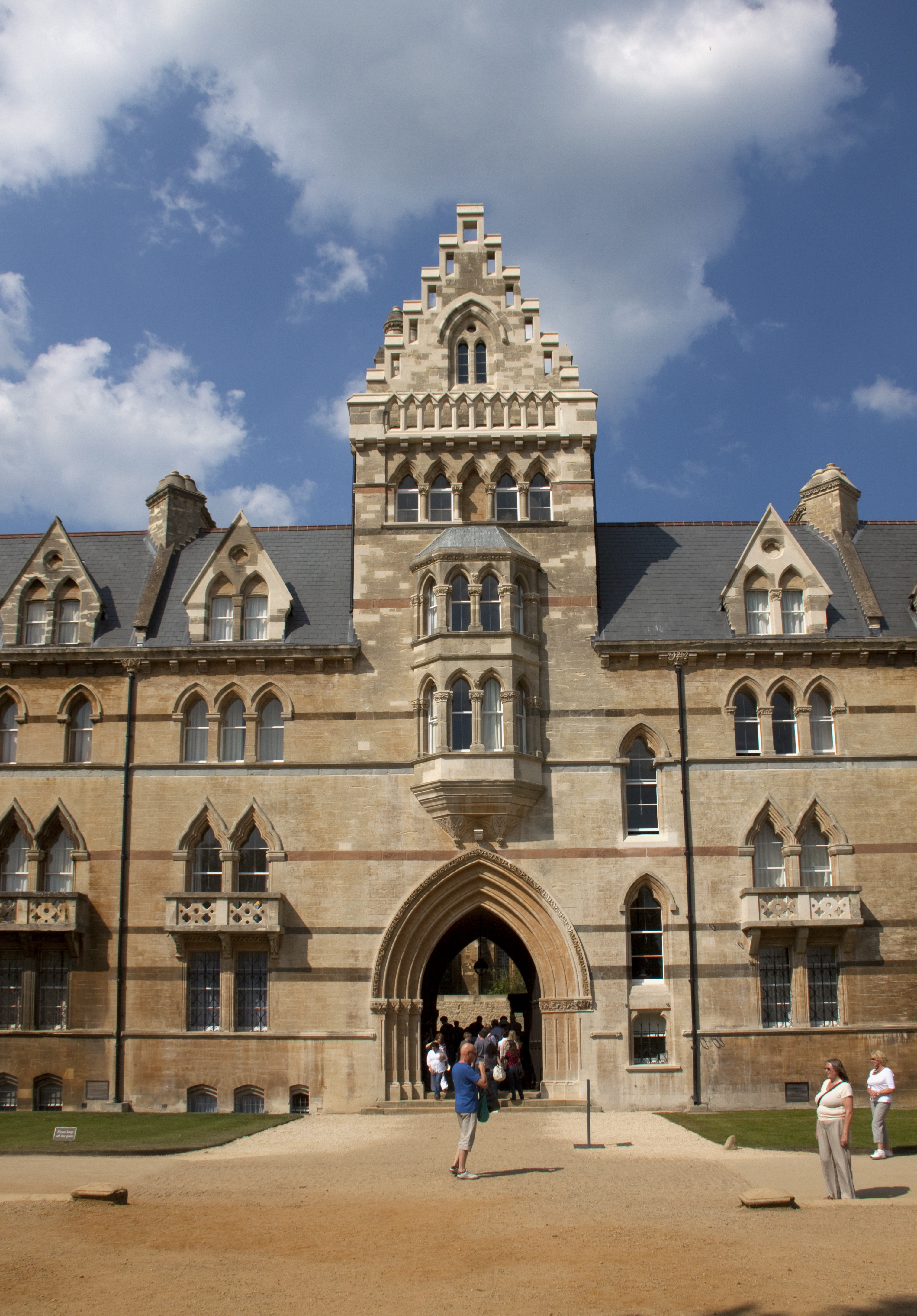
Het “Meadow” (beemd) gebouw (19e eeuw), studentenhuisvesting
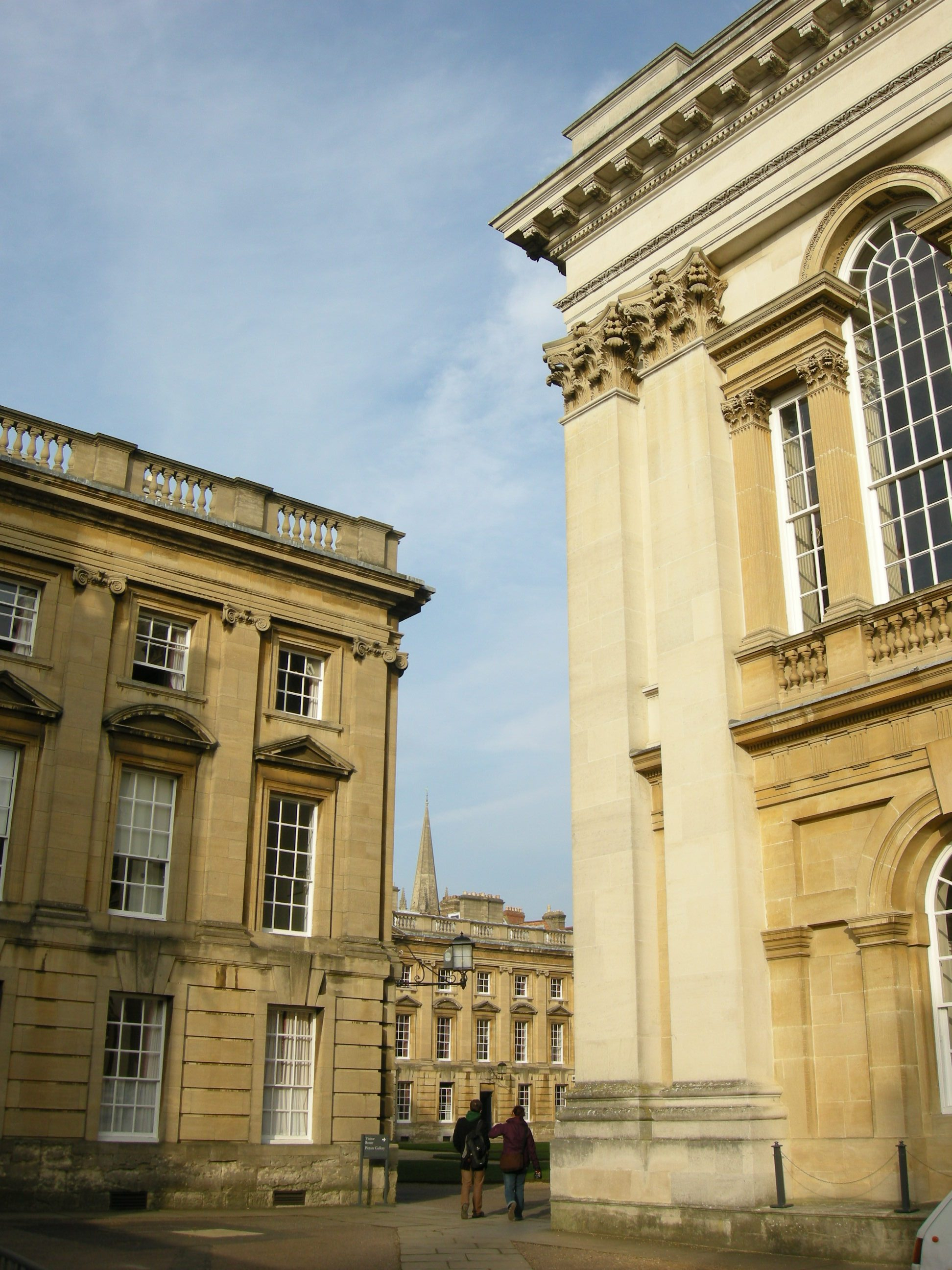
De “Peckwater” vierhoek (18e eeuw), studentenhuisvesting
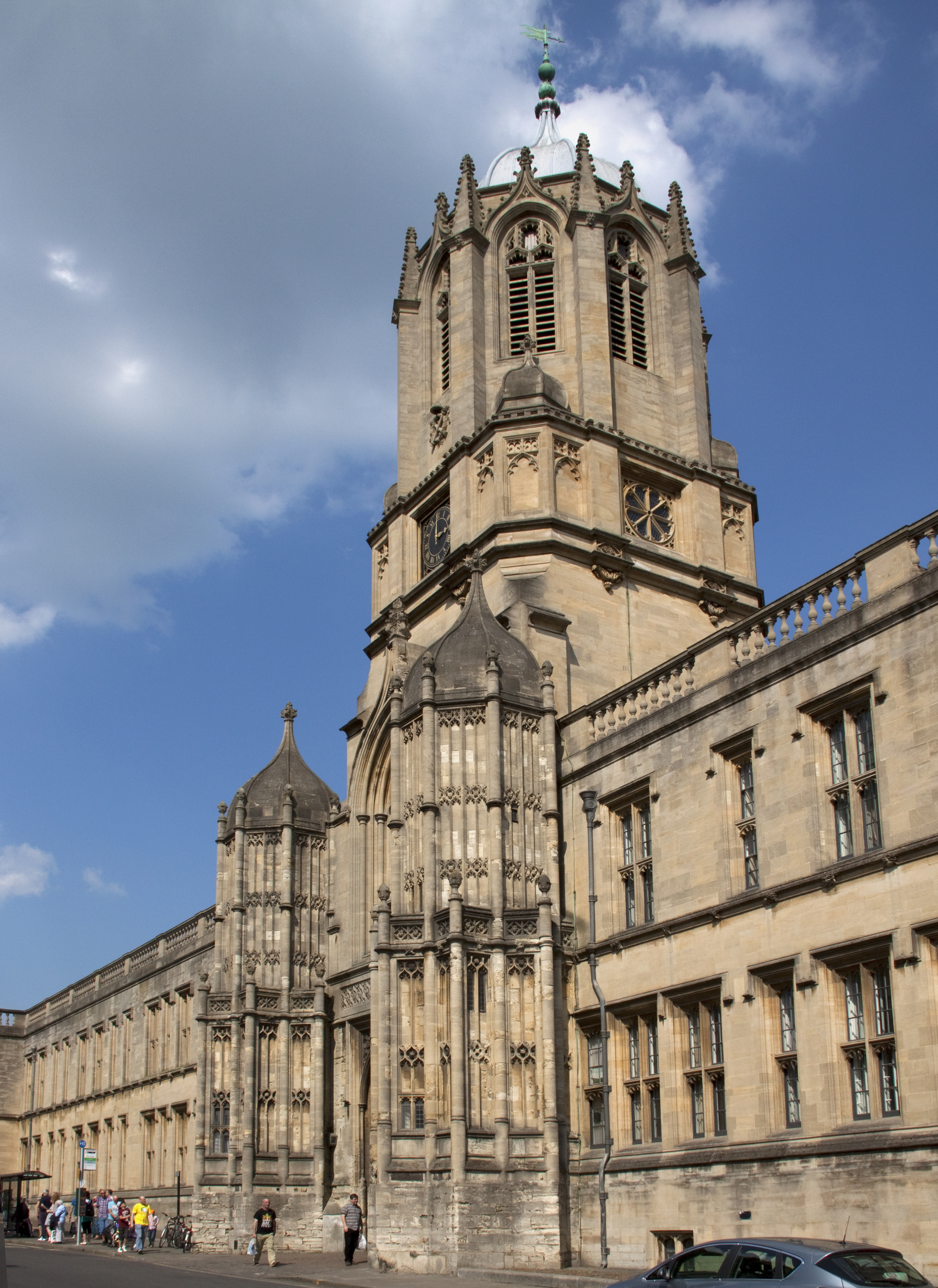
Klokkentoren “Tom Tower” (17e eeuw), ontworpen door Christopher Wren
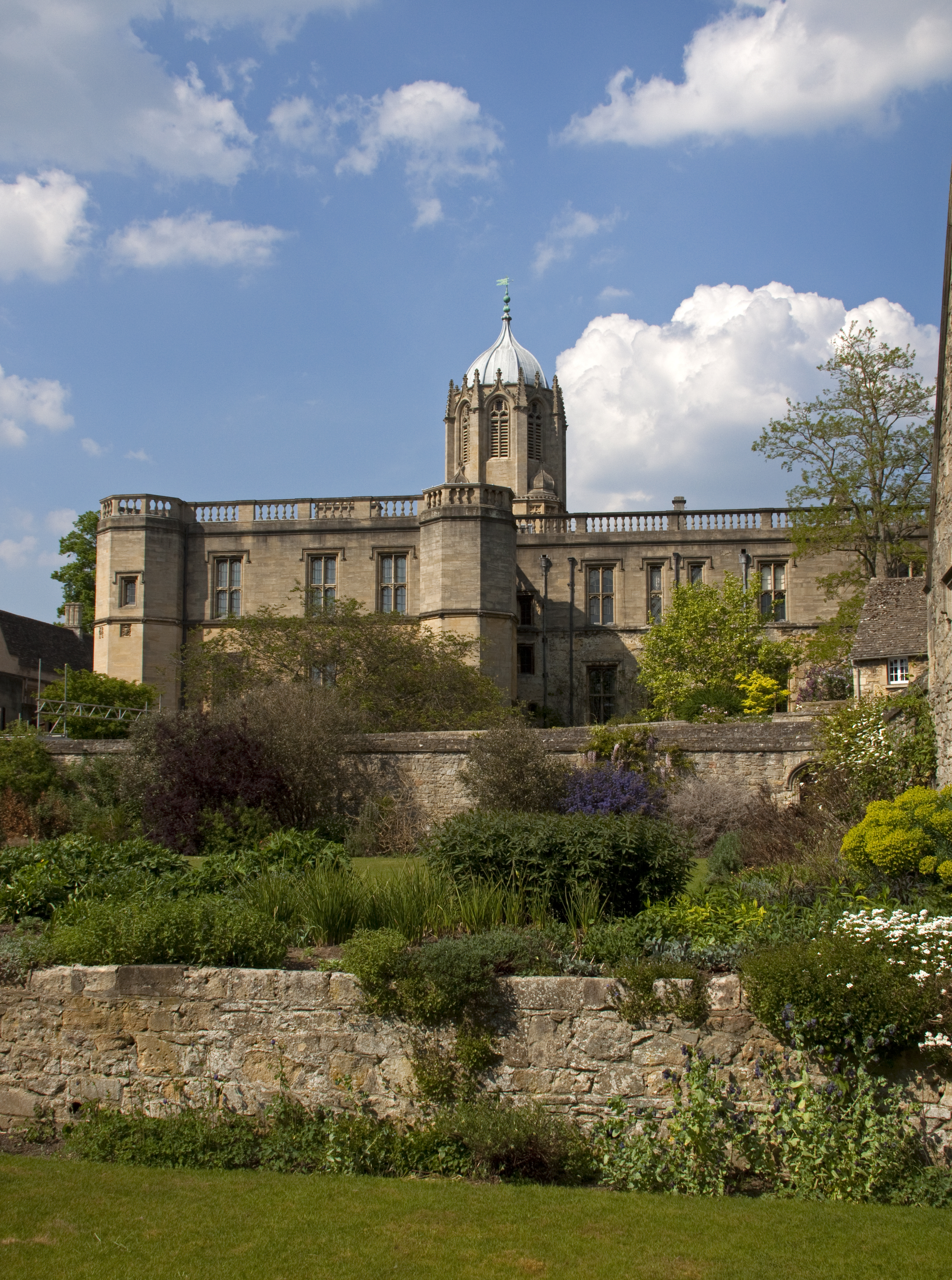
De oorlogsherdenkingstuin “Christ Church War Memorial Garden”, aangelegd in 1926